# JUST Focus
JUST Focus(ジャスト フォーカス)は、ジャストシステムが法人向けに販売しているプレゼンテーションソフトウェアである。同社が法人向けに販売するJUST Officeに含まれるほか、個人ユーザー向けには「一太郎 スーパープレミアム」(2016～2019)、「一太郎 プラチナ」(2020以降)に若干仕様の異なる版が同梱されている。

## 概要
これまでジャストシステム製プレゼンテーションソフトウェアは個人向けにAgree、法人向けにJUST Slideが存在していたが、いずれもHancom(旧Haansoft)製品がベースとなっていた。一方、JUST Focusは自社開発による製品である。Microsoft PowerPoint互換のプレゼンテーションソフトウェアとして開発されており、ファイルはpptx形式での読み書きを基本としている。ただし、ppt形式には対応していない。また、自社開発に切り替わった関係上Agreeのhpt形式やJUST Slideのjdp形式にも対応しない。
個人向け版からは機能が削除されているが、法人向け版ではOpenDocumentのodp形式の入出力にも対応している。
初版がJUST Office 3に合わせて登場したため、バージョンは1・2を欠番とし、3からとなった。

## 動作環境
- OS:Windows 10、8.1、7 Service Pack 1以上、Server 2016、Server 2012 R2、Server 2012、Server 2008 R2 Service Pack 1以上
- HDD容量:280MB以上

プレゼンテーションソフト JUST Focus 4を参照

## 歴史
- 2015年6月10日 - 初版「JUST Focus 3」発売。
- 2018年6月8日 - 「JUST Focus 4」発売。
- 2019年6月14日 - 「JUST Focus 4 /R.2」発売。
- 2022年6月10日 - 「JUST Focus 5」発売。